# Sonisphere

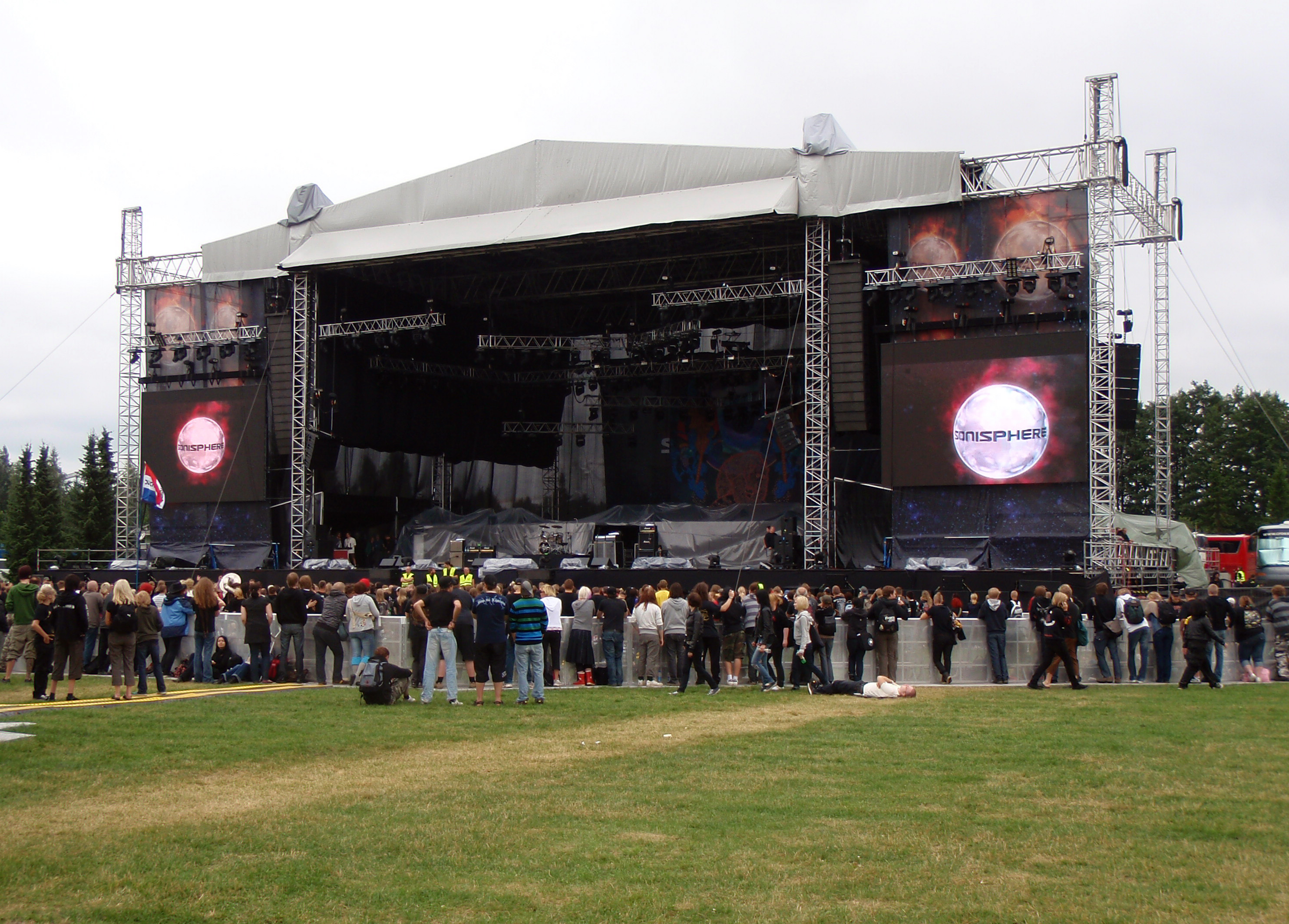
Главная сцена фестиваля в 2009 году

Фестива́ль Sónisphere (англ. Sonisphere Festival — читается как Со́нисфиэ фе́стивл) — ежегодный музыкальный рок-фестиваль, проходящий по всей Европе в период между июнем и августом. Фестиваль построен по гастрольному принципу: музыканты, отыграв концерты в одной стране, переезжают в следующую по расписанию страну.
Права на фестиваль принадлежат Джону Джексону (англ. John Jackson) и компании Kilimanjaro Live. Ежегодно в фестивале принимают участие практически все главные мировые музыкальные группы и исполнители, исполняющие рок-музыку различных направлений: хард-рок, хэви-метал, панк-рок, треш-метал. Музыкальные коллективы из так называемой «большой четверки» (англ. The Big 4) — Metallica, Slayer, Megadeth, Anthrax, исполняющие музыку в стиле трэш-метал, регулярно становятся хедлайнерами фестиваля.

## История
- Идея проведения глобального европейского рок-фестиваля зародилась у Джона Джексона ещё в конце 1990-х годов. В качестве названия фестиваля Джон Джексон выбрал несуществующее в английском языке слово Sonisphere, которое он получил путём комбинации двух английских слов sonic — звуковой и sphere-сфера. Таким образом, название фестиваля Sonisphere можно перевести на русский язык как Звукосфера.
- В 2008 году Стюарт Гэлбрейт (англ.  Stuart Galbraith ) совместно с компанией AEG создал промоутерскую компанию Kilimanjaro Live. Джон Джексон обратился к Стюарту Гэлбрейту со своей идеей мирового гастролирующего рок-фестиваль, которая, к слову, вписывалась в планы Kilimanjaro Live, уже собиравшейся организовать подобный фестиваль, но в рамках одной страны — Великобритании.
- В настоящее время: Джон Джексон является официальным создателем и директором фестиваля Sonisphere, а Стюарт Гэлбрейт — продюсер фестиваля.
- Первые концерты в рамках вновь созданного фестиваля Sonisphere состоялись летом 2009 года на концертных площадках шести европейских стран. В 2010 и 2011 годах — количество стран, принявших фестиваль, выросло до 11-ти.
- В планах организаторов — увеличение числа стран, принимающих на своей территории фестиваль: как в Европе, так и за её пределами — дабы придать фестивалю Sonisphere статус глобального, выведя его за рамки внутриевропейского события. Помимо этого, организаторы планируют увеличение количества концертных дней британской секции фестиваля — до трёх дней, с одновременным увеличением публики на британских концертах — с 40.000 до 60.000 посетителей в сутки[2].
- В настоящее время руководство фестиваля осуществляют: Джон Джексон, являющийся официальным создателем и директором фестиваля Sonisphere, и Стюарт Гэлбрейт — продюсер фестиваля.

## Sonisphere 2009
Гастрольный тур фестиваля Sonisphere-2009 состоял из шести однодневных концертов в разных странах Европы, и заключительного, седьмого концерта в Англии, растянувшегося на два дня.
Музыкальное ядро фестиваля составили несколько групп, последовательно выступивших на всех концертных площадках. К этим группам на каждом концерте присоединялись различные исполнители, менявшиеся в зависимости от места проведения концерта.
Местами проведения фестиваля Sonisphere-2009 стали: Goffert Park, Nijmegen, Нидерланды; Хоккенхаймринг, Германия; The Forum, Барселона, Испания; Folkets Park, Hultsfred, Швеция; Kirjurinluoto, Пори, Финляндия и Небуорт-хаус, Небуорт, Англия.
Группа Metallica была главным хедлайнером на каждом концерте фестиваля Sonisphere-2009.

### Нидерланды
Нидерландский концерт фестиваля Sonisphere состоялся в субботу 20 июня. Концерт прошёл в парке Гофферт, расположенном в городе Неймеген. Хедлайнером выступила группа Metallica.
Группы, принявшие участие в концерте:
- Metallica
- Slipknot
- Korn
- Down
- Lamb of God
- Kamelot
- Pendulum

Группы, отменившие своё выступление:
- Mastodon
- The Sword

Группа Mastodon не смогла выступить из-за накладок в своём гастрольном расписании: на 20 июня у группы уже было запланировано концертное выступление на другой площадке, которое так и не удалось перенести. Об отказе от своего выступления группа объявила сама — непосредственно на фестивальном концерте.
Группа The Sword отменила своё выступление за несколько дней до начала фестиваля.

### Германия
Немецкий концерт в рамках фестиваля Sonisphere состоялся в субботу 4 июля, на автодроме «Хоккенхаймринг». Хедлайнером, как и на концерте в Нидерландах, выступила группа Metallica.
Группы, принявшие участие в концерте:
- Metallica
- Die Toten Hosen
- The Prodigy
- Anthrax
- In Extremo
- Down
- Lamb of God
- Mastodon

### Испания
Испанский концерт фестиваля состоялся в субботу 11 июля в Барселоне. Местом проведения стал The Forum, хедлайнером традиционно выступила Metallica.
Группы, принявшие участие в концерте:
- Metallica
- Slipknot
- Lamb of God
- Mastodon
- Down
- Machine Head
- Soziedad Alkohólika
- Gojira
- The Eyes

### Швеция

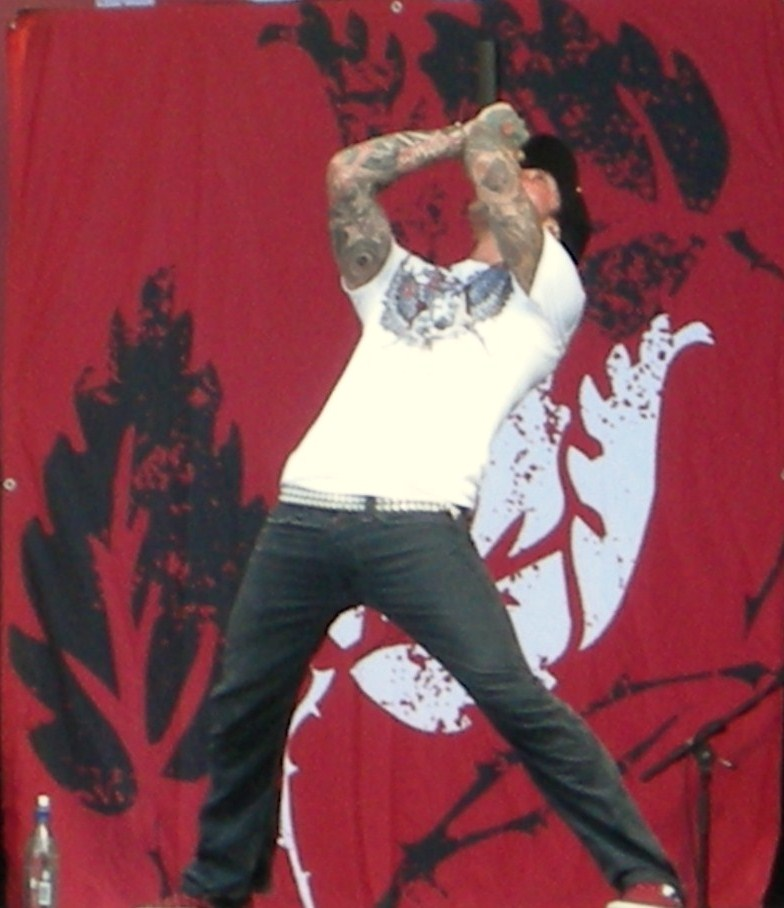
Выступление Джимми Стриммелла на фестивале Sonisphere, Хултсфред, Швеция 2009

В Швеции фестивальный концерт состоялся в субботу 18 июля. Местом проведения стал Folkets Park, Хултсфред. Хедлайнером выступила Metallica.
Группы, принявшие участие в концерте:
- Metallica
- Adept
- Cradle of Filth
- Dead by April
- Primal Scream
- Lamb of God
- Mastodon
- Meshuggah
- Machine Head
- The (International) Noise Conspiracy
- The Cult
- The Hives

Группа, отменившая своё выступление:
- Anthrax

### Финляндия

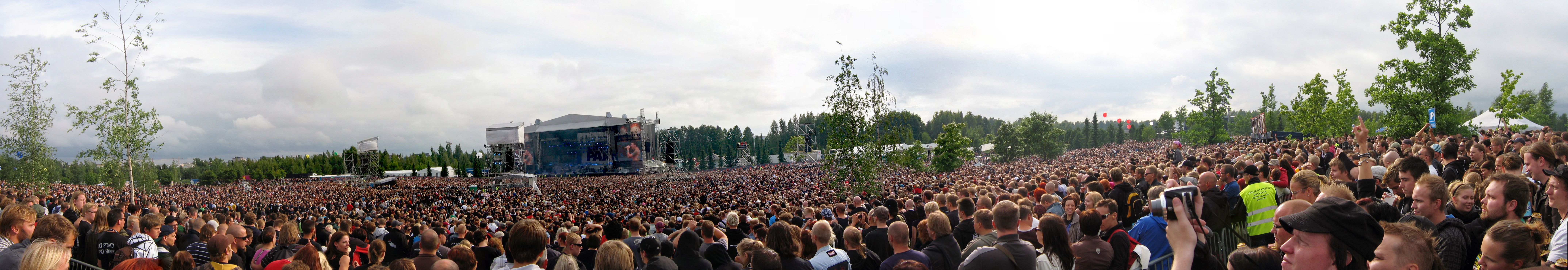
Выступление Linkin Park на Sonisphere, Kirjurinluoto, Пори, Финляндия

Финский фестивальный концерт состоялся 25 июля, в субботу. Местом проведения концерта стала Kirjurinluoto Arena, Пори. Хедлайнером выступила Metallica.
Группы, принявшие участие в концерте:
- Metallica
- Linkin Park
- Machine Head
- Turisas
- Saxon
- Lamb of God
- Mastodon
- Diablo
- Nicole
- Los Bastardos Finlandeses

Группа, отменившая своё выступление:
- Anthrax

Группа Machine Head была вынуждена прервать своё выступление -прямо во время выступления их ведущий гитарист Фил Деммел (англ. Phil Demmel) упал в обморок.

### Великобритания
В рамках британского сегмента фестиваля Sonisphere состоялось два концерта — в субботу 1 августа и в воскресенье 2 августа. Оба концерта прошли на землях поместья Небуорт-Хаус, расположенного близ деревушки Небуорт, графство Хартфордшир, Англия. Хедлайнерами выступили: Linkin Park (суббота) и Metallica (воскресенье).
Концерты прошли сразу на четырёх площадках: двух главных — Apollo Stage и Saturn Stage, и двух вспомогательных — Bohemia и Jägermeister Stage. К слову, площадка Bohemia была тайной — туда пригласили лишь узкий круг посетителей. Это позволило группам, выступающим на Bohemia продолжать концерт, в то время как на главных площадках концерты были уже завершены — из-за жёсткого лимита на громкий звук в ночное время.
Этот концерт в Небуорт-хаус стал последним для The Rev’а — барабанщика группы Avenged Sevenfold, который скончался в декабре 2009 года. Для ещё одного музыканта Ronnie James Dio этот концерт последним выступлением на европейской сцене — он скончается в мае 2010 года от рака кишечника.
| Apollo Stage                                                             |                                                                                        |
| Saturday                                                                 | Sunday                                                                                 |
| Linkin Park Heaven & Hell FACT Anthrax Taking Back Sunday Alien Ant Farm | Metallica Nine Inch Nails Limp Bizkit Machine Head Lamb of God Killing Joke Buckcherry |

| Saturn Stage                                                         |                                                                       |
| Saturday                                                             | Sunday                                                                |
| Bullet for My Valentine Airbourne The Used Björn Again Skindred Soil | Avenged Sevenfold Alice in Chains Feeder Mastodon Saxon Paradise Lost |

| Bohemia | |
| Saturday | Sunday |
| The Wildhearts Thunder Fucked Up Rolo Tomassi Oceansize Coheed & Cambria Flood of Red Twin Atlantic Fighting With Wire Failsafe Glamour of the Kill Sylosis Blakfish Telegraphs | Hundred Reasons Zebrahead Pepper Architects Cancer Bats Little London Corey Taylor Lauren Harris Dead by April Attack! Attack! Rise to Remain |

| Jägermeister Stage                                            |                                                                                     |
| Saturday                                                      | Sunday                                                                              |
| Young Guns Exit Ten Blackhole New Device Fin The Dead Formats | Heaven’s Basement The Defiled Young Guns The Crave Sharks Me Vs Hero Dear Superstar |

- Группа Dead by Sunrise вышла на Apollo Stage поздно вечером в субботу — они сыграли на сцене вместе с группой Linkin Park, которую публика пригласила выступить на бис.
- Группа Coheed and Cambria опоздала на паром и была вынуждена выступить на другой площадке и в другое время: вместо площадки Apollo группа выступила на площадке Bohemia. Coheed and Cambria выступили вместо группы FACT. Группа FACT, в свою очередь, выступила на площадке Apollo, где была довольно прохладно принята публикой.
- Blaas of Glory, группа, исполняющая в цыганском стиле кавер-версии известных музыкальных композиций, дала короткое выступление на площадке Saturn в субботу — перед группой Soil.
- Марк Мортон (англ. Mark Morton) — гитарист группы Lamb of God был вынужден пропустить выступление своей группы 2-го августа. Причиной этого стала беременность его жены, которая должна была вот-вот родить. На концерте его заменил гитарист группы Unearth Баз Макгрет (англ. Buz McGrath)[4].
- Выступление группы Nine Inch Nails стало их последним выступлением в Европе. Группа решила прекратить свою гастрольную деятельность после двадцати лет своей музыкальной карьеры.
- Группа Thunder также дала своё последнее выступление, и тоже после двадцати лет с момента своего образования.
- Группа Anthrax, чьё выступление было объявлено как одноразовое представление, выступила вместе со своим бывшим вокалистом Джоном Бушем. Буш заместил ранее заявленного Дэна Нельсона, который к моменту проведения концерта уже перестал быть участником группы.
- Группа Machine Head отменила своё выступление из-за группы Limp Bizkit, которая выступала больше отведённого ей организаторами времени, сыграв несколько дополнительных композиций. По этой причине выход группы Machine Head был передвинут организаторами в листе ожидания, с чем группа не согласилась. Однако Machine Head всё же выступила на фестивале — группа сыграла на площадке Apollo в статусе специального гостя.

#### Отменённые выступления
- Фрэнк Тёрнер отказался от выступления по неизвестным причинам. Сам исполнитель мотивировал фанатам свой отказ тем, что он был вынужден выбирать между выступлением на фестивале Sonisphere и выступлением на другом фестивале — Leeds and Reading, в пользу которого он и сделал свой окончательный выбор.
- Группа The Sword в последний момент (на предварительном прогоне концерта) отменила своё выступление по причине физической усталости и истощения.
- Группа Fear Factory отменила своё выступление на фестивале (впрочем, как и другие свои выступления) мотивировав это тем, что «как раз сейчас они записывают свой новый альбом». Правда, позднее выяснилось, что группа в то время и не могла публично выступать: это было вызвано правовыми спорами, связанными с использованием названия группы «Fear Factory».
- Группа Thin Lizzy отказалась от выступления по причине того, что её покинул гитарист-вокалист Джон Сайкс (англ. John Sykes)
- Группа The Chapman Family была исключена из концерта на предварительном прогоне по неизвестным причинам. Позднее группа появилась на предварительном прогоне концерта фестиваля Leeds and Reading, который проходил параллельно с фестивалем Sonisphere .
- Группа Dinosaur Pile-Up была исключена из концерта на предварительном прогоне по неизвестным причинам. Позднее, также как и The Chapman Family, группа появилась на предварительном прогоне концерта фестиваля Leeds and Reading.
- Группа Dirty Little Rabbits снялась с участия в фестивале перед самым его началом. Причиной послужило физическое истощение их барабанщика, полученное им в результате многомесячного гастрольного тура вместе с группой Slipknot.
- Группа The Ataris отменила выступление по причине того, что один из её участников заболел свиным гриппом[5].

## Sonisphere 2010
Гастрольный тур фестиваля Sonisphere 2010 состоялся в период между 16 июня и 8 августа. За это время концерты прошли в 11 странах Европы: в Польше, Швейцарии, Чехии, Болгарии, Греции, Румынии, Турции, Испании, Великобритании, Швеции и в Финляндии.
Хэдлайнерами всего фестиваля 2010 года стали группы Iron Maiden, Metallica и Rammstein. Правда, в отличие от фестиваля 2009 года, главные хэдлайнеры фестиваля 2010 года выступали не на каждом концерте.

### Польша
Столица Польши Варшава стала первым городом проведения концертов Sonisphere 2010. О решении начать фестиваль 2010 года именно с концерта в Варшаве было объявлено 9 декабря 2009 года.
Польский концерт фестиваля Sonisphere состоялся 16 июня. Изюминкой концерта стало первое в истории совместное выступление «большой четвёрки треш-металла»: групп Metallica, Megadeth, Slayer и Anthrax.
Группы, принявшие участие в концерте:
- Metallica
- Megadeth
- Slayer
- Anthrax
- Behemoth

### Швейцария
Швейцария стала второй страной, принявшей фестиваль Sonisphere 2010 на своей земле. Концерт состоялся 18 июня, а местом его проведения стал парк Degenau, расположенный в городе Jonschwil.
Группы, принявшие участие в концерте:
- Metallica
- Rise Against
- Motörhead
- Megadeth
- Slayer
- Stone Sour
- Alice in Chains
- Bullet for My Valentine
- Anthrax
- As I Lay Dying
- Atreyu
- Hellyeah
- DevilDriver
- Smoke Blow
- Dear Superstar
- 3 Inches of Blood
- Amon Amarth
- Volbeat

### Чехия
Чехия приняла у себя фестиваль 19 июня 2010 года. Местом проведения концерта стал город Миловице.
Группы, принявшие участие в концерте:
- Metallica
- Rise Against
- Slayer
- Stone Sour
- Alice in Chains
- Therapy?
- Megadeth
- Fear Factory
- Anthrax
- Volbeat
- DevilDriver
- Debustrol
- Panic Cell
- Shogun Tokugawa

### Болгария
В 2010 году Болгария впервые приняла у себя фестиваль Sonisphere. Он продлился более двух дней (22 и 23 июня) и проходил в столице Болгарии Софии. Местом проведения стал концертов стал Vasil Levski National Stadium.
| Софийские концерты фестиваля Sonisphere         |                                                    |
| 22 июня 2010                                    | 23 июня 2010                                       |
| Metallica Slayer Megadeth Anthrax Bastardolomey | Rammstein Manowar Alice in Chains Stone Sour Skre4 |

Софийский концерт фестиваля транслировался в прямом эфире в кинотеатрах разных стран мира — в рамках гастрольного тура «Большой четвёрки». На этом концерте — впервые в истории — все участники «Большой четвёрки» совместно выступили на одной сцене, исполнив композицию группы Diamond Head «Am I Evil?».

### Греция
Греция приняла у себя фестиваль 24 июня 2010 года. Местом проведения концерта стал Афинский Terra Vibe Park. Концерт посетило около 30 000 зрителей.
Группы, принявшие участие в концерте:
- Metallica
- Megadeth
- Slayer
- Anthrax
- Stone Sour
- Bullet for My Valentine
- Suicidal Angels

«Большая четвёрка» не выступала совместно.

### Румыния
Румыния принимала у себя фестиваль Sonisphere 2010 в период между 25 и 27 июня. Местом проведения стал выставочный комплекс Romexpo, расположенный в Бухаресте.
| Пятница       | Суббота     | Воскресенье     |
| ------------- | ----------- | --------------- |
| Accept        | Metallica   | Rammstein       |
| Manowar       | Slayer      | Alice in Chains |
| Volbeat       | Megadeth    | Stone Sour      |
| Paradise Lost | Anthrax     | Anathema        |
| Orphaned Land | Vita de Vie | Luna Amara      |

### Турция
Турция принимала у себя фестиваль Sonisphere в то же самое время, что и Румыния: с 25 по 27 июня 2010 года. Местом проведения фестиваля стал BJK İnönü Stadium в Стамбуле.
Группы, принявшие участие в концерте:
- Metallica
- Rammstein
- Accept
- Slayer
- Megadeth
- Anthrax
- Manowar
- Alice in Chains
- Stone Sour
- Volbeat
- Hayko Cepkin
- Pentagram
- Foma
- Blacktooth
- Gren
- Ete Kurttekin

Коллективы «Большой четвёрки» подряд сменяли друг друга на сцене, но совместно так и не выступили совместно.
Программа концертов:
пятница, 25 июня
- Rammstein 21:00 — 23:00
- Alice in Chains 19:00 — 20:00
- Pentagram 17:30 — 18:30
- Stone Sour 16:15 — 17:00
- Blacktooth 15:00 — 15:45
- Ete Kurttekin 14:00 — 14:30
- Door Opening : 13:00

суббота, 26 июня 
- Accept 21:00 — 23:00
- Manowar 19:15 — 20:15
- Hayko Cepkin 17:45 — 18:45
- Volbeat 16:30 — 17:15
- Murder King 15:30 — 16:00
- Door Opening : 14:00

воскресенье, 27 июня
- Metallica 21:00 — 23:00
- Slayer 19:00 — 20:00
- Megadeth 17:30 — 18:30
- Anthrax 16:15 — 17:00
- Foma 15:15 — 15:45
- Gren 14:15 — 14:45
- Door Opening : 13:00

### Испания
Испания принимала у себя фестиваль 9 и 10 июля. Местом проведения концертов стал Getafe Open Air, проходивший в Мадриде.
Группы, принявшие участие в концерте:
- Rammstein
- Faith No More
- Heaven & Hell (отмена)
- Slayer
- Alice in Chains
- Megadeth
- Anthrax
- Bullet for My Valentine
- Coheed and Cambria
- Saxon
- Suicidal Tendencies
- Soulfly
- Meshuggah
- Deftones
- Hamlet
- Headcharger
- Volbeat

### Великобритания
Фестиваль Sonisphere 2010 гостил в Великобритании три дня (с 30 июля по 1 августа) и прошёл в Knebworth House. Среди прочего, на британских концертах была исполнена музыкальная тема из Rocky Horror Show, совместно исполненная Элисом Купером и хедлайнерами Iron Maiden и Rammstein.
| Apollo Stage                                                                      |                                                                            |
| Суббота                                                                           | Воскресенье                                                                |
| Rammstein Placebo Good Charlotte Papa Roach Anthrax Lacuna Coil Family Force Five | Iron Maiden Pendulum Alice in Chains Slayer Skindred Madina Lake Karnivool |

| Saturn Stage                                  |                                                                     |                                                                                    |
| Пятница                                       | Суббота                                                             | Воскресенье                                                                        |
| Alice Cooper Gary Numan Europe Turisas Delain | Mötley Crüe Skunk Anansie Apocalyptica Fear Factory Soulfly Sabaton | Iggy and the Stooges The Cult Bring Me the Horizon Dir en Grey The Fab Beatles CKY |

| Bohemia                                                          | | |
| BIZARRE пятница                                                  | Суббота | Воскресенье |
| Terrorvision 65daysofstatic Fastway Sylosis Bigelf Black Spiders | Gallows Corey Taylor Therapy? Renegades Sick of It All Evile Katatonia Polar Bear Club Heaven's Basement Futures Enforcer | Funeral for a Friend Rollins Spoken Word Converge Fightstar The Union The Eighties Matchbox B-Line Disaster Rise to Remain Voodoo Six The Defiled |

| Bohemian Hilarity                              |                                                   |
| Суббота                                        | Воскресенье                                       |
| Tim Minchin Jarred Christmas MC Andrew O'Neill | Jim Jefferies Brian Posehn Sean Hughes Glenn Wool |

| Bowtime Bar                                                                                  | | |
| Пятница                                                                                      | Суббота | Воскресенье |
| Chrome Hoof Failsafe And So I Watch You From Afar Deaf Havana Chickenhawk Ultimate Power DJs | InMe Bleed From Within Kellermensch Bury Tomorrow All Forgotten Rinoa While She Sleeps Cars on Fire Bow and Arrow The Bendal Interlude DJ Beat Monkeys DJ Loz DJ | The Ghost of a Thousand Tek One The Xcerts Inner City Dwellers Me Vs. Hero Kvelertak The Worldonfire Straight Lines Bendal Interlude Firebug Orange Goblin Boys DJ South Central DJs Loz DJ |

| Jägermeister Stage                                              | | |
| Пятница                                                         | Суббота | Воскресенье |
| Karma To Burn Winnebago Deal October File Throats Little London | Earthtone9 Malefice Out of Sight The Casino Brawl Audrey Horne Young Legionnaire Cerebral Ballzy Tom Hollister Trio RSJ | Slaves to Gravity Sweet Savage G.U. Medicine Tiger Please Turbowolf Boys With X Ray Eyes Sacred Mother Tongue Allies Slam Cartel |

#### Отменённые выступления
- Выступление группы Outcry Collective было отменено из-за распада коллектива..
- Группа Municipal Waste отменила выступление из-за физического истощения и ранений.
- Группа Fastway отменила своё выступление из-за наличия других обязательств по своему выступлению.

### Швеция
Единственный шведский концерт фестиваля Sonisphere 2010 состоялся 7 августа.
О том, что хедлайнером шведского концерта станет группа Iron Maiden, сама группа сообщила на своём официальном сайте.
Группы, принявшие участие в концерте:
- Iron Maiden
- Heaven & Hell (отменена выступления по причине болезни и последующей смерти Ronnie James Dio)[13]
- Mötley Crüe
- Alice Cooper
- Iggy & The Stooges
- Slayer
- Anthrax
- HammerFall
- Imperial State Electric
- Warrior Soul

### Финляндия
Страной закрытия фестиваля Sonisphere 2010 стала Финляндия (где все билеты на фестиваль были распроданы ещё в 2009 году). Всего было дано два концерта, которые прошли 7 и 8 августа на Kirjurinluoto Arena в городе Пори. Группы Iron Maiden и HIM стали хедлайнерами финских концертов.
Группы, принявшие участие в концерте:
- Iron Maiden
- HIM
- Heaven & Hell (отмена)
- Mötley Crüe (отмена)
- Alice Cooper
- Slayer
- Anthrax
- The Cult
- Iggy & The Stooges (из-за разрушений, нанесённых ураганом, исполнили акустически только четыре песни)
- Serj Tankian
- Alice in Chains
- Volbeat
- Apocalyptica
- Ария (отмена)

Ураган ударил по фестивалю Sonisphere в Финляндии 8 августа 2010, нанеся серьёзные повреждения второй сцене, превратив её в непригодную для выступления музыкантов. Два человека были серьёзно ранены, один позднее скончался в больнице.
Выступление группы The Heaven & Hell было отменено ещё до начала фестиваля. Причиной отмены стала болезнь Ronnie James Dio. Он скончался 16 мая 2010 года.

## Sonisphere 2011
В 2011 году фестиваль Sonisphere расширил свою географию тремя новыми странами: Индией, Францией и Италией. Не обошлось и без потерь: из состава стран, принимающих у себя фестиваль в 2011 году, выбыла Румыния. Фестиваль 2011 года знаменателен тем, что впервые в истории группа Metallica выступила в Индии. Первым анонсированным хедлайнером фестивальных концертов в Небуорте, (Англия) стала группа Slipknot.

### Великобритания
В Великобритании фестиваль Sonisphere 2011 прошёл в Knebworth House c 8 по 10 июля 2011 года.
3 декабря 2010 года было анонсировано, что группа Slipknot станет хедлайнером фестиваля Sonisphere 2011. 6 декабря 2010 появился анонс о том, что группа Biffy Clyro станет хедлайнером субботнего концерта — впервые выступив в такой роли на одном из ведущих мировых рок-фестивалей. 13 декабря 2010 года было анонсировано, что группы Metallica, Megadeth, Slayer и Anthrax станут хедлайнерами пятничного концерта фестиваля в Knebworth House. Это стало первым совместным выступлением «Большой четвёрки» в Великобритании.
17 января 2011 года было анонсировано участие в британской версии фестиваля Sonisphere 2011 таких групп, как: Motörhead, Mastodon, In Flames и Parkway Drive.
31 января 2011 года было анонсировано, что на фестивале 2011 года выступят такие группы, как:
Weezer, Airbourne, Architects и Diamond Head.
28 февраля 2011 года список участников будущего фестиваля пополнился группами: You Me at Six, All Time Low, Sum 41, House of Pain, Arch Enemy, Grinspoon, Fozzy и Periphery.
28 марта 2011 года комики Билл Бейли (англ. Bill Bailey), Джарред Кристмас (англ. Jarred Christmas), Джейсон Джон Уитенхед (англ. Jason John Whitehead), Джим Бруе (англ. Jason John Whitehead) и Стив-о (англ. Steve-o) были внесены в список участников будущего фестиваля.
Согласно информации с официального сайта фестиваля, за три дня британских концертов фестиваля Sonisphere 2011 его посетило около 190 тысяч человек.
| Apollo Stage                                   |                                                                                      |                                                                          |
| Пятница                                        | Суббота                                                                              | Воскресенье                                                              |
| Metallica Slayer Megadeth Anthrax Diamond Head | Biffy Clyro Weezer You Me At Six Bad Religion Cavalera Conspiracy Architects Sylosis | Slipknot Limp Bizkit Motörhead Parkway Drive Mastodon Arch Enemy Volbeat |

| Saturn Stage | |                                                                |
| Пятница      | Суббота | Воскресенье                                                    |
|              | The Mars Volta All Time Low Sum 41 Kids in Glass Houses Gallows Richard Cheese and Lounge Against the Machine | Bill Bailey Opeth Airbourne In Flames House of Pain Black Tide |

| Bohemia | |                                                                                 |
| Пятница | Суббота | Воскресенье                                                                     |
| Killing Joke Hayseed Dixie Blood Red Shoes My Passion The Black Dahlia Murder Firewind Glamour of the Kill | Sisters of Mercy Paradise Lost Gojira One Minute Silence Periphery Pulled Apart by Horses Grinspoon Cherri Bomb While She Sleeps | Four Year Strong The Answer Cancer Bats Anberlin InME Alestorm Kylesa Turbowolf |

| Red Bull Bedroom Jam Stage                                      |                                                                                    |                                                                |
| Пятница                                                         | Суббота                                                                            | Воскресенье                                                    |
| Rolo Tomassi Protest the Hero Cerebral Ballzy Young Legionnaire | Watain Rise to Remain Tek One Innerpartysystem TesseracT Revoker You and What Army | Sonic Boom Six Don Broco Title Flight Me Vs. Hero Arcane Roots |

| Jägermeister Stage                                                          | | |
| Пятница                                                                     | Суббота | Воскресенье |
| The Defiled Flats Black Breath Slam Cartel Hounds Decade Hammer of the Gods | Black Spiders Saint Jude Rival Sons The Crave Six Hour Sundown The Virgin Marys Panic Cell The Treatment Jettblack No Americana Sons of Icarus | Orange Goblin Fozzy Anterior Exit Ten Amplifier Demonic Resurrection Turbogeist Mojo Fury The Safety Fire Fletcher |

| Comedy Stage |                                                  |                                                                               |                                                                       |
| Пятница      | Суббота                                          | Воскресенье                                                                   | Неподтверждённый день                                                 |
|              | Steve-o Jim Breuer Nick Helm MC: Jared Christmas | Sean Hughes Brendon Burns Jason Rouse Jason John Whitehead MC: Andrew O'Neill | Howard Marks Bob Slayer Tiffany Stevenson Jim Smallman Andrew Maxwell |

### Швеция
В Швеции фестиваль Sonisphere 2011 года прошёл 9 июля 2011 года в рамках «Globen Open Air» в Стокгольме. Хедлайнерами концерта стали группы Slipknot и In Flames. Помимо них на фестивале выступили такие группы, как: Mastodon, Mustasch и Dead by April. Зрителями этого концерта стало около 16 тысяч человек.

### Финляндия
В Финляндии фестиваль Sonisphere прошёл 2 июля 2011 года на площадке Kalasatama в Хельсинки. Группа Slipknot стала хедлайнером этого концерта. Помимо неё участниками концерта стали такие группы, как: In Flames, Opeth, Sonata Arctica, Hammerfall, Mastodon и другие. В отличие от двух предыдущих лет, в 2011 году фестиваль несколько утратил свою популярность у публики — концерт посетило около 12 тысяч человек.

### Польша
В Польше фестиваль прошёл 10 июня на площадке, расположенной в варшавском аэропорту Бемово. Группа Iron Maiden анонсировала на своём официальном сайте своё участие на польском концерте в качестве хедлайнера. Вторым хедланером стала группа Motörhead. Помимо этих исполнителей, в концерте приняли участие такие группы, как:
Mastodon, Volbeat, Killing Joke, Hunter и Made of Hate. На выступлении группы Iron Maiden присутствовало около 40 тысяч зрителей.

### Греция
В Греции фестиваль прошёл в афинском парке Terra Vibe 17 июня 2011 года. Iron Maiden стала хедлайнером концерта, а группа Slipknot выступила в статусе специального гостя фестиваля. Это стало первым концертным выступлением группы с момента кончины Пола Грея, одного из её участников.
Другими участниками концерта стали: Mastodon, Gojira, Virus и другие. Группа Rotting Christ выступила на второй сцене и была там хедлайнером. Греческий концерт фестиваля посетило около 25 тысяч человек.

### Италия
В 2011 году Италия впервые приняла на своё земле фестиваль Sonisphere. Концерт продлился два дня (25 и 26 июня), а его зрительская аудитория составила более 40 тысяч человек. Местом проведения фестиваля стал «Автодром Энцо и Дино Феррари» в Имоле. Группа Iron Maiden стала хедлайнером концерта первого дня фестиваля, её выступление посетило около 30 тысяч человек. На следующий день в роли хедлайнера выступила группа Linkin Park, чьё выступление посетило около 13 тысяч человек. Другими участниками этого двухдневного концерта стали: Slipknot, My Chemical Romance, Sum 41, Alter Bridge, The Cult, Mastodon, Motörhead, Guano Apes, Funeral for a Friend, Papa Roach, Rob Zombie, Apocalyptica и многие другие.

### Франция
Франция, как и Италия, впервые принимала у себя фестиваль Sonisphere . Концерты прошли 8 и 9 июля 2011 года, на них присутствовало около 76 тысяч человек. Slipknot вместе с «Большой четвёркой» выступили в качестве хедлайнеров. Другими участниками фестиваля стали: Dream Theater, Airbourne, Mastodon, Gojira, Loudblast, Tarja, Volbeat, Diamond Head, Mass Hysteria, Rise To Remain, Symphonia, Bring Me the Horizon и Papa Roach.

### Индия
1 мая 2011 года группа Metallica на своём сайте официально подтвердила своё участие в индийских концертах фестиваля Sonisphere 2011 в качестве хедлайнера. Индия приняла у себя фестиваль 30 октября 2011 года. Концерт прошёл в Бангалоре. Индия стала первой полностью внеевропейской страной, принявшей фестиваль на своей территории.

### Испания
В третий раз Испания принимала у себя фестиваль 15 и 16 июля 2011 года. Испанский Sonisphere 2011 прошёл в рамках мадридского «Getafe Open Air». Главным хедлайнером испанских концертов стала группа Iron Maiden, выступившая 16 июля. А днём ранее в качестве хедлайнера выступили такие исполнители, как: группа The Darkness и Слэш. Всего испанские концерты фестиваля посетило около 70 тысяч человек. При этом, выступление группы Iron Maiden посетило около 45 тысяч зрителей.

### Турция
В 2011 году Турция во второй раз принимала у себя фестиваль. Концерт состоялся 19 июня и прошёл в стамбульском парке Maçka Küçükçiftlik. Хедлайнером концерта стала группа Iron Maiden. Другими исполнителями, принявшими участие в этом концерте, стали: Slipknot, Элис Купер, Mastodon и In Flames. Всего на концерт было продано около 25 тысяч билетов.

### Болгария
В 2011 году проведение фестиваля Sonisphere в Болгарии было отменено. Согласно информации, озвученной местным промоутером Марселем Аврамом (англ. Marcel Avram), причиной отмены фестиваля в Болгарии стали логистические и другие организационные проблемы, которые так и не удалось устранить к началу фестиваля. Промоутер также объявил о полном возврате стоимости билетов, в период с 15 июня по 15 июля 2011 года.

### Швейцария
В 2011 году Швейцария во второй раз приняла на своей территории фестиваль Sonisphere. Двухдневный концерт состоялся 23 и 24 июня, а главным местом его проведения стала St. Jakob Gelande, расположенная в Базеле. Общее количество зрителей двух концертов составило около 35 тысяч человек. Хедлайнером первого концерта стала группа Judas Priest, исполнившая композиции, входящие в плейлист их Epitaph World Tour. Хедлайнером концерта следующего дня стала группа Iron Maiden, которая выступила на стадионе Lichtatletik перед почти 25тысячной публикой. Другими участниками швейцарской версии фестиваля Sonisphere 2011 стали: Whitesnake, Элис Купер, Slipknot, Limp Bizkit, In Extremo, In Flames, Papa Roach, Kreator, Mr. Big, Hatebreed, Hammerfall, Alter Bridge, Gojira, Gwar, Skindred и многие другие.

### Чехия
В 2011 году фестиваль во второй раз прошёл и на чешской земле. Первоначально местом проведения чешской версии фестиваля был назначен аэропорт Milovice, но спустя некоторое время он был заменён на другую площадку, которой стал в итоге пражский парк Výstaviště, где 11 июня 2011 и состоялся концерт. Зрительская аудитория концерта составила примерно 30 тысяч человек — как из самой Чехии, так и из других стран Европы (Польши, Германии, Австрии). Хедлайнером концерта выступила группа Iron Maiden. Также, в концерте приняли участие: The Sisters of Mercy, Kreator, Korn, Mastodon, Cavalera Conspiracy и многие другие.

## Sonisphere 2012

### Великобритания
В 2012 году британские концерты фестиваля Sonisphere должны были пройти на землях Knebworth House, в период с 6 по 8 июля. 20 февраля 2012 года были объявлены хедлайнеры, которыми стали: группа Kiss (пятничный концерт), Queen + Адам Ламберт (субботний концерт) и группа Faith No More (воскресный концерт).
Некоторые группы планировали исполнение на концерте полных версии их новых альбомов: Mastodon собиралась представить слушателям материал с альбома The Hunter, Glassjaw — альбом Worship and Tribute и Hundred Reasons — альбом Ideas Above Our Station.
29 марта 2012 года фестиваль в Британии был отменён организаторами, заявившими, что приведение фестиваля к концертным стандартам 2012 года оказалось гораздо более трудным, чем ожидалось.
Ранее запланированные выступления:
| Apollo Stage                                         |                                                                     |                                                               |
| Пятница                                              | Суббота                                                             | Воскресенье                                                   |
| Kiss Within Temptation Wolfmother Black Stone Cherry | Queen + Адам Ламберт Evanescence The Darkness Flogging Molly Gojira | Faith No More Incubus Marilyn Manson Cypress Hill Andrew W.K. |

| Saturn Stage |                                           |                                                |
| Пятница      | Суббота                                   | Воскресенье                                    |
|              | Tim Minchin Skindred Lacuna Coil Alestorm | Refused Mastodon Glassjaw The Blackout Seether |

| Bohemia                        |         |             |
| Пятница                        | Суббота | Воскресенье |
| New Model Army Hundred Reasons |         | Kvelertak   |

| Red Bull Bedroom Jam Stage |                  |             |
| Пятница                    | Суббота          | Воскресенье |
|                            | The Getaway Plan |             |

Кроме того, ожидалось выступление:
- Fields of the Nephilim, Ghost and Katatonia — должны были выступать в субботу.
- Switchfoot и I Killed the Prom Queen — должны были выступать в воскресенье.
- Crowbar и Electric Wizard — должны были выступать на площадке Bohemia.

### Польша
Польша приняла у себя фестиваль Sonisphere 10 мая 2012 года. Местом проведения стал аэропорт Bemowo.
Группы, принявшие участие в концерте:
- Metallica
- Machine Head
- Black Label Society
- Gojira
- Acid Drinkers
- Hunter
- Luxtorpeda

### Испания
Испания принимала фестиваль Sonisphere два дня — 25 и 26 мая 2012 года. Концерты прошли в рамках «Getafe Open Air».
Группы, принявшие участие в концерте:
- Metallica
- Soundgarden
- Slayer
- Evanescence
- Limp Bizkit
- The Offspring
- Mastodon
- Within Temptation
- Fear Factory
- Machine Head
- Sonata Arctica
- Kyuss Lives!
- Children of Bodom
- Gojira
- Clutch
- Enter Shikari
- Paradise Lost
- Corrosion of Conformity
- Orange Goblin
- Vita Imana
- Ghost
- Sister
- Rise to Remain
- Kobra and the Lotus
- Skindred
- Six Hour Sundown

### Швейцария
Швейцария принимала фестиваль Sonisphere 30 мая 2012 года на Yverdon-les-Bains
Группы, принявшие участие в концерте:
- Metallica
- Slayer
- Motörhead
- Mastodon
- Gojira
- Eluvitie

### Финляндия
Финляндия принимала у себя фестиваль Sonisphere в период с 4 по 6 июня 2012 года. Местом проведения стала Kalasatama.
Группы, принявшие участие в концерте:
- Metallica
- Machine Head
- Amorphis
- Hardcore Superstar
- Gojira
- Ghost

### Франция
Франция приняла у себя фестиваль в период с 7 по 8 июля 2012 года. Местом проведения стало местечко Amneville.
Группы, принявшие участие в концерте:
- Faith No More
- Evanescence
- Marilyn Manson
- Wolfmother
- Machine Head
- Soulfly
- Meshuggah
- The Darkness
- Black Stone Cherry
- Lostprophets
- Combichrist
- Lacuna Coil
- I Killed the Prom Queen
- Armored Saint
- Baroness
- Porn Queen

## Sonisphere 2013

### Обман
В августе 2012 года в Интернете появился постер-афиша фестиваля Sonisphere 2013, на котором была размещена информация о том, что в этом фестивале примет участие реформированная группа Pantera с гитаристом Заком Уайлдом, заменившим Даррелла Даймбега (Dimebag Darrell). Вскоре после этого, группа Pantera разместила на своей странице в Facebook официальное опровержение этой информации. В сообщении сказано:

«Внимание, обман: — постер Sonisphere 2013 является обманом. Pantera не играет или объединяется.»
Оригинальный текст (англ.)"HOAX ALERT: The Sonisphere 2013 poster is a hoax. Pantera are not playing or reuniting."

## Sonisphere 2014

### Финляндия
В 2014 году фестиваль пройдёт 28 мая. Хэдлайнерами фестиваля станут Metallica и Slayer. Также участие примут Ghost, Gojira, Mastodon, Danzig.